# Jiří Voříšek
Jiří Voříšek (* 13. červenec 1950, Praha) je emeritní profesor a bývalý vedoucí katedry informačních technologií na Fakultě informatiky a statistiky Vysoké školy ekonomické v Praze.
Je také současným viceprezidentem a bývalým prezidentem České společnosti pro systémovou integraci a generálním ředitelem poradenské firmy ITG, s.r.o.
Specializuje se na strategické řízení informačních systémů, systémovou integraci, outsourcing a metodiky vývoje a provozu podnikových informačních systémů. V letech 2010 a 2011 spolupracoval s Národní ekonomickou radou vlády ČR a MPO na přípravě strategie konkurenceschopnosti ČR. Od roku 2011 je členem pracovní skupiny Rady vlády pro konkurenceschopnost a informační společnost.

## Vzdělání
- 1956–1965 – základní škola
- 1965–1968 – Gymnázium Arabská, Praha 6, specializace kybernetika
- 1968–1973 – titul ing. v oboru Ekonomicko-matematické výpočty na VŠE Praha
- 1983–1985 – titul CSc. v oboru Řízení a plánování národního hospodářství na VŠE Praha, The Free University of Amsterdam
- 1991 – titul doc. v oboru informatika na VŠE Praha
- 1998 – titul prof. v oboru informatika na VŠE Praha

## Zaměstnání
- 1973–1987 – VŠE Praha, odborný asistent, zástupce vedoucího katedry 1985-1987
- 1987–1990 – Strojimport a.s., vedoucí odboru analýzy a projekce
- 1990–2013 – Vysoká škola ekonomická Praha, Katedra informačních technologií, vedoucí katedry
- od roku 1992 – ITG, s.r.o., generální ředitel